# Mars Color Imager

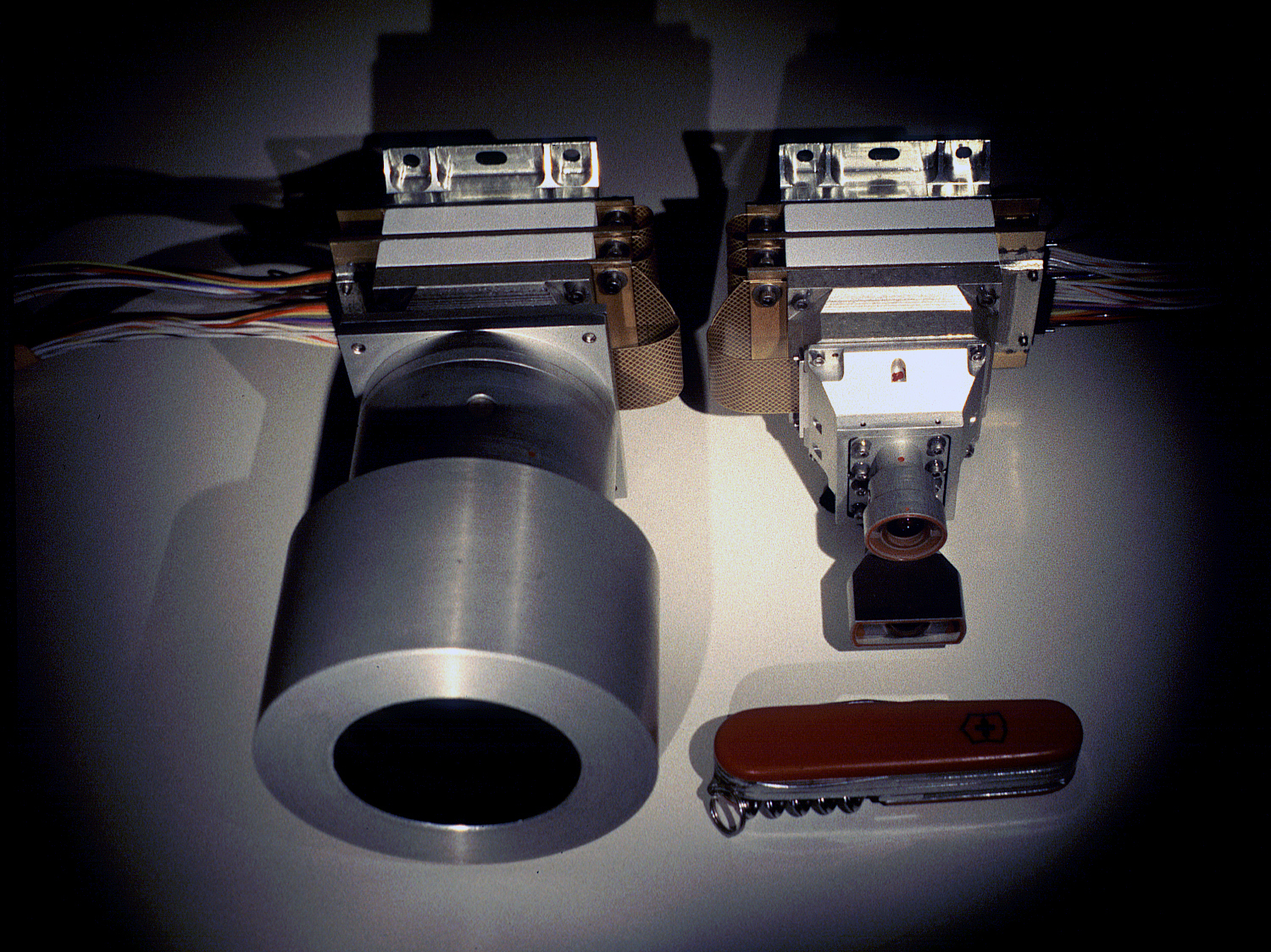
A Mars Climate Orbiter MARCI kamerája és a Mars Polar Lander MARDI kamerája (jobbra)

A MARCI (Mars Color Imager) Mars körül keringő űrszondákon alkalmazott színes kamera. A Mars Climate Orbiter és a Mars Reconnaissance Orbiter kameráját főleg a felhőzet és a porviharok megfigyelésére tervezték, de a felszínt is fényképezik nagy felbontásban.

## MARCI kamerával ellátott űrszondák
- Mars Climate Orbiter (USA, 1998, sikertelen)
- Mars Reconnaissance Orbiter (USA, 2005)

|  |  |

## Külső hivatkozások

### Magyar oldalak
- Mars Climate Orbiter[halott link]
- Mars Reconnaissance Orbiter[halott link]
- MRO: a NASA álomgép[halott link]

### Külföldi oldalak
- Mars Surveyor '98 Orbiter Color Imager – MARCI